# Webedia
A Webedia é um grupo de mídia multinacional digital francês dono de uma rede de canais, aplicativos e websites. Atualmente, está presente em mais de 15 países e é proprietária de alguns dos portais mais acessados do Brasil.
Desde 2012, a empresa vem construindo uma rede global de marcas e serviços dentro do universo do entretenimento, produzindo conteúdo para comunidades apaixonadas por filmes e séries, games, culinária, eSports, inovação, tendências e saúde. Com mais de 60 sites e aplicativos, a Webedia é detentora de marcas líderes em seus segmentos – no Brasil: AdoroCinema. (filmes e séries), IGN Brasil (games), MGG Brasil (eSports), Purepeople (beleza e lifestyle), PureBreak (geração z), TudoGostoso (gastronomia e receitas), Minha Vida (saúde e bem-estar), Hypeness (inovação e criatividade) e Parafernalha (humor).
A empresa conta ainda com 10 estúdios (RJ e SP), incluindo a Arena Webedia em SP, que tem capacidade para até 80 pessoas e pode ser utilizada para eventos de games e entretenimento. Completam o time uma produtora de conteúdo audiovisual, broadcasting e eventos (Webedia Studios), uma divisão de eCommerce, com um clube de assinaturas de produtos geek (Nerd ao Cubo), e soluções para ações com influenciadores (Webedia Creators e Sampleo). Com experiência única em engajar marcas com comunidades, a Webedia dá todo suporte para estratégias de comunicação e audiência para marcas, combinando toda sua capacidade de distribuição com conteúdo, influência, dados e tecnologia.
A Webedia Brasil também atua na produção de eventos, principalmente torneios e campeonatos na área de games e e-sports que são transmitidos pelos seus verticais de conteúdo (IGN Brasil e MGG) e realizados na arena ou em seus estúdios. Foram criados projetos em parceria com marcas como Old Spice, Lenovo, Dell, Intel e Ubisoft, Samsung e Hyper X, Acer e Nissin, Facebook, Logitech e Digio. A empresa foi responsável por trazer ao Brasil a Copa do Mundo de Just Dance, em parceria com a Ubisoft, e o ULT, primeiro reality show do jogo League of Legends.

## História
A Webedia chegou ao Brasil em 2012 com o lançamento do site Purepeople e sob o comando do então CEO Cyrille Reboul, se estabelecendo no Rio de Janeiro. No ano seguinte, lançou o portal Purebreak e trouxe para o grupo o AdoroCinema (versão brasileira do site francês AlloCiné).
Em 2014, abriu seu escritório em São Paulo e trouxe para o Brasil o maior portal de notícias sobre games e cultura pop, o IGN. As aquisições continuaram em 2015, com a compra da Paramaker, produtora audiovisual criada pelo influenciador Felipe Neto, e do TudoGostoso, site líder no segmento lifestyle food no país (Comscore).
“A Webedia é o parceiro ideal que eu buscava para continuar a missão da Paramaker de mudar o cenário do entretenimento brasileiro. A força das marcas e o conhecimento do mercado publicitário da Webedia é uma oportunidade sensacional [...]”
Em 2016, a empresa abriu uma filial no Rio de Janeiro, adquiriu a operação da Nerd ao Cubo – clube de assinatura nerd, geek e gamer do Brasil, além de anunciar investimentos na Digital Stars, empresa focada no agenciamento de influenciadores digitais.
Já em 2017, a empresa inaugurou sua nova sede em São Paulo, adicionou ao portfólio os portais Hypeness e Minha Vida, além de lançar o Versus (atual MGG), portal especializado em esports. Foram investidos ainda R$ 2,5 milhões em infraestrutura e equipamento para seis estúdios no Rio de Janeiro e em São Paulo, para produções audiovisuais, de broadcasting e eventos; e R$ 3 milhões em uma arena de esports e eventos localizada no escritório da empresa na Vila Olímpia, em São Paulo.
Em 2018 foi criado o Reverb, um portal de música em parceria com o Rock in Rio, hub especializado em cultura pop. Também foi o ano de entrada de Olivier Aizac como CEO. Em 2019, a Webedia fez sua estreia em parceria à Campus Party e o novo CEO, Tarek Homsi, anunciou o encerramento das atividades da Digital Stars.
Já em 2020, a empresa promoveu a 2ª edição do Old Spice Game Arena, nomeou Marina Croce como deputy CEO, trouxe ao Brasil a marca Millenium (MGG), vertical internacional de jogos e eSports, além do início da operação do Sampleo, a plataforma de marketing de experiência que conta com micro e nano influenciadores digitais.
O ano de 2021 foi marcado pela parceria da empresa com a Dell para o torneio do jogo “Call of Duty”, o “Dell Gaming Call of Duty Pro League 2021” e a 3ª edição do “Old Spice Game Arena” além do retorno da ULT para mais uma temporada, a segunda do reality show. Foram realizados campeonatos também em parceria com jogadores conhecidos, como Baiano e NinexT.

## Prêmios
- Prêmio iBest 2021 Vencedor TOP 3 Júri Oficial Conteúdo de Saúde com o Minha Vida.[42]
- Prêmio iBest 2021 Vencedor Júri Oficial em Cinema, TV e Streaming com o AdoroCinema.[43]
- Prêmio iBest 2021 Vencedor Júri Oficial em Conteúdo de Games com a IGN.[44]
- Prêmio iBest 2021 Vencedor Júri Popular em Culinária e Gastronomia com o TudoGostoso.[45]
- Prêmio iBest 2020 TOP 3 Júri Oficial em Cinema e Cultura com o AdoroCinema.[46]
- Prêmio iBest 2020 Vencedor Júri Oficial em Conteúdo de Games com a IGN.[carece de fontes?]
- Prêmio iBest 2020 Vencedor Júri Popular em Conteúdo de Saúde com o Minha Vida.[47]
- Prêmio iBest 2020 Vencedor Júri Popular e Oficial em Gastronomia e Culinária com o TudoGostoso.[48]
- Prêmio iBest 2020 Vencedor TOP 10 com a Parafernalha.[carece de fontes?]
- Prêmio Lide Marketing Empresarial 2019 em Marketing de Conteúdo.[49]